# Zelotomys
Genre
Zelotomys est un genre de rongeurs de la sous-famille des Murinae.

## Liste des espèces
Ce genre comprend les espèces suivantes :
- Zelotomys hildegardeae (Thomas, 1902) localisation : Afrique (Congo)
- Zelotomys woosnami (Schwann, 1906)